# 愛染聖天信仰 聖天教
聖天教（せいてんきょう）は、大阪府大阪市中央区神崎町にある一般社団法人である。

## 信仰対象
『聖天教』とは日本で唯一の『愛染聖天信仰』。信仰対象は愛染聖天で、『恋愛成就の歓喜天』。
通称 『予言大聖天』『愛縁自在神』で、日本で初めて兆象大宰が招来した。
『三千大世界全ての曼荼羅の主尊にして八百万大小聖天の帝』という三千大世界最も高い位に位置する大神。
また、八百万大小聖天達にとどまらず、三千大世界全ての神々、悪魔、餓鬼、畜生、魑魅魍魎に至るまで生命のあるものすべてに対して生殺与奪の権を握っているとされる。

## 布教概要
様々な思想による宗教的実践行為を繰り返し行っていき、社会的且つ精神的不遇からの脱却と、人間が人間自身の真の価値と喜びを見出す事で、信じる者一人一人が最上の満足を得、それぞれ人生の輝ける主人公となる事を目指している。
このような理念をもった『聖天教＝愛染聖天信仰』の布教による社会への働き掛けは、それはそのまま以上のような人格形成による社会貢献は勿論の事、人間一人一人が、様々な問題から解放脱却された、全ての人が願望で満たされ、より幸福でいられるという『聖天教＝愛染聖天信仰』の思想だけに留まらない、喜びと希望、博愛に満ちた理想社会の円満と実現も目指している。

## 活動
LGBT―性的少数者と歩む宗教界への闘い
少なくなってきたとはいえ、LGBTに対する差別はなくなっていないことが現状。
『聖天教＝愛染聖天信仰』には、肌の色、人種、民族、国家に対し一切の差別は存在せず、しかもそれは人間に限らず、神々、悪魔、餓鬼、動物、延いては地獄の亡者といったように多岐にわたり言及されている。
また、海外と比べると、日本でのLGBTの方に対する差別は目立つものがあり、そういった方々に対する取り組みを推進し、差別の根絶を目指している。
弱者救済と動物愛護
LGBTの方々に対する差別のみならず、『児童虐待』『女性への暴力』『動物虐待』等の『弱者に対する救済』と、動物に対する愛護活動を常に真剣に考え推進して行く事も強く目指しており、聖天教では「成さねばならぬ使命」と考えられている。

## 国内外での災害等の予期
上記のような活動の他にも自然災害やその他の予期についても注力している。下記実績一部抜粋（聖天教ホームページ書籍・実績 を参照）。
その他、個人の恋愛、仕事、名誉、才能、美貌、健康等の願望の成就にも定評があるとされ、信者のみが受けることができる。
- 2001年　アメリカ同時多発テロ事件の的中
- 2002年　拉致被害者帰国を的中
- 2003年　宮城県北部地震的中
- 2004年　スマトラ大地震的中
- 2005年　ノロウイルスの蔓延
- 2006年　全国の台風水害全的中
- 2007年　安倍首相辞意表明的中
- 2010年　チリ大地震による日本への津波到来的中
- 2012年　多発した各地の竜巻を的中
- 2014年　韓国旅客船（セオ－ル号）沈没事故の的中
- 2015年　病原菌SARS蔓延の的中
- 2016年　熊本大地震的中
- 2017年　金正男氏暗殺事件的中
- 2018年　耐性梅毒と淋病の蔓延の予測を的中
- 2019年　台湾でM6.1の地震発生的中
- 2020年　中国で新型コロナウイルスが蔓延する事を的中